# Orientare (geografie)
Orientarea pe mare este numită navigație aceste cunoștințe le aveau de pildă numai: căpitanul secundul sau cârmaciul vasului, care determinau poziția geografică a vasului cu ajutorul instrumentelor de navigație, farurile din diferite porturi și hărțile de navigație.

## Istoric
Unele izvoare presupun că în India existau deja cunoștințe de navigație în urmă cu 6000 de ani î.e.n. din timpuri străvechi sunt amintiți și egiptenii antici, ulterior corăbieri iscusiți sunt fenicienii care foloseau aștrii pentru orientare pe mare.
Despre cârmuirea unei corăbii prin măsurări de adâncime o amintește și istoricul grec Herodot (500 î.H.)

După descoperirea busolei este ușurată orientarea pe mare, până atunci nordul era stabilit cu ajutorul stelei polare în emisfera nordică.
Corăbieri buni au fost și normanzii vikingii care navigau de regulă în apropierea țărmurilor cunoscând bine curenții marini și de aer, prin anii 980 - 999 au atins Groenlanda și coastele Americii de Nord. Arabii perfecționează unele instrumente de navigație ca de exemplu Astrolabium un instrument de măsurare a valorilor unghiulare pe bolta cerească, ca și hărțile de navigație.
Cel mai vechi Jurnal de bord datează din 1490 iar din secolul XIII și secolul XIV sunt evindențiate adâncimile,farurile, mareele din porturi, aceste jurnale erau numite de portughezi Portolan. In anul 1420 întemeiază regele Portugaliei (Henric Navigatorul) o școală de marină pentru a putea continua cercetarea mai departe a țărmului african.
Din anii 1500 apar numeroase hărți, atlase de navigație, apare logul (instrument de determinarea a vitezei vasului), quadrantul (strămoșul sextantului), iar Mercator perfecționează precizia hărților globului terestru prin proiecția Mercator.
Dacă stabilirea latitudinii era deja de mult cunoscută, metoda de satbilirii a longitudinii va fi abia în secolul XVIII descoperită prin cronometrul lui Harrison 1735 prin comparare a timpului local (ora locală geografică) și a timpul exact de la un ceas care indică ora meridianului 0 (Greenwich) aceasta a fost verificată de navigatorul James Cook (1775).

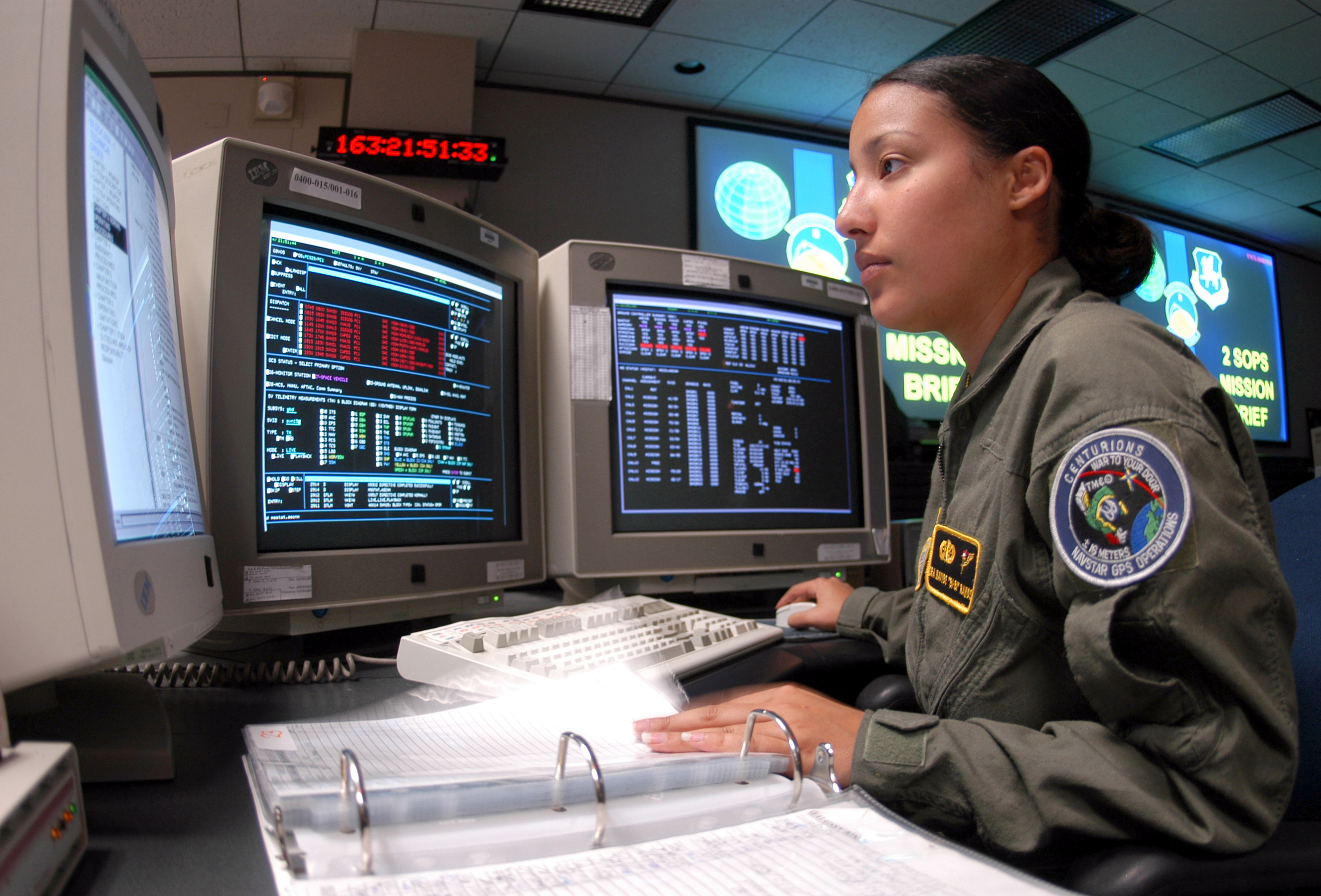
O femeie soldat US-Air-Force supraveghează datele furnizate prin Satelit Schriever Air Force Base in Colorado (USA) GPS-Satelliți

In anul 1731 este descoperit sextantul cu oglindă, bazele orientării pe mare le va stabili căpitanul Thomas Sumner 1837 prin metoda astronomică de măsurarea distanței poziției unui astru față de orizont.
Această metodă va fi îmbunătățită din 1899 prin navigație cu ajutorul undelor radio aici se poate aminti J.M. Boykow 1935, Siegfried Reisch 1941, care ulterior este perfecționată prin sisteme de navigație prin satelit (sunt necesare datele obținute de la 3 sateliți) acest sistem este azi preluat orientare pe mare de aviație și orientarea terestră.

## Orientare turistică

### Aflarea punctelor cardinale cu ajutorul ceasului
Se împarte în două categorii, funcție de emisfera în care te aflii.
Emisfera nordică:
bisectoarea dintre orar (limba care indică ora) direcționat spre soare și ora 12 arată sudul, iar în sens opus ai nordul, estul la stânga și vestul la dreapta față de direcția nord-sud.
Emisfera sudică:
bisectoarea dintre 12 direcționat către soare și ora curentă arată nordul.
Mențiune:
practică înainte de folosire și folosește ora reală sau un ceas analog.

### Metoda Umbra Bățului
Ia două bețe, dacă ai de unde (rog moderatorii să îmi ierte exprimarea :ativ înălțimea buricului unui adult. Înfinge bățul de aproximativ 90cm în pământ, cât mai vertical posibil, în vârful umbrei poziționează o piatră (pe care o ei din același loc ca și bățul), apoi la in interval de 15-20 de minute fă aceași operație cu noua poziție a umbrei.
Al doilea băț poziționează-l între prima piatră și a doua, astfel obții direcția vest-est, vestul fiind înspre prima piatră. Rămân dator cu o verificare în emisfera sudică pentru acest procedeu.